# Cancioneiro Chilidungu
O Cancioneiro Chilidungu ou Chilidugu é uma coleção de 19 pequenas canções que fazem parte do tratado Chilidúgu, sive tractatus linguae Chilensis, de Bernardo de Havestadt, sobre a lígua dos mapuches, do Chile, que foi publicado em dois volumes em 1777. A letra das canções é em mapuche, e trata de temas sacros cristãos.